# دارون جونز
دارون جونز (بالإنجليزية: Daron Jones)‏ هو منتج أسطوانات ومغن مؤلف أمريكي، ولد في 27 ديسمبر 1976 في أتلانتا في الولايات المتحدة.

## وصلات خارجية
- دارون جونز على موقع ميوزك برينز (الإنجليزية)
- دارون جونز على موقع ديسكوغز (الإنجليزية)